# Alejandro Adem
Pour les articles homonymes, voir Adem.
Alejandro Adem Díaz de León, né le 24 novembre 1961 à Mexico, est un mathématicien canadien d'origine américano-mexicaine. Il est professeur au département de mathématiques à l'université de la Colombie-Britannique depuis 2005 et y est titulaire d'une chaire Canada Research Chair. Il a dirigé le Pacific Institute for the Mathematical Sciences pour la période 2008-2015 et a été le directeur général et directeur scientifique de Mitacs Canada de 2015 à 2019.  Alejandro Adem est devenu président du Conseil de recherches en sciences naturelles et en génie du Canada (CRSNG) en octobre 2019.

## Carrière
Adem étudie à l'université nationale autonome du Mexique, où il obtient son B.S. en 1982. Il obtient son doctorat en 1986 à l'université de Princeton, sous la direction de William Browder avec pour thèse Finite Transformation Groups and Their Homology Representations.
 
Il travaille ensuite comme Szego Assistant Professor à l'université Stanford (1986-1989) avant de rejoindre l'université du Wisconsin à Madison. Il part à l'université de la Colombie-Britannique en 2005.
Ses principaux domaines de recherche sont la topologie algébrique et la cohomologie des groupes.

## Distinctions
En 2012, Adem devient membre de l'American Mathematical Society. Depuis 2013 il est rédacteur en chef des Memoirs et des Transactions de l'American Mathematical Society.
En 2015 ses travaux sont reconnus par le prix Jeffery-Williams, remis par la Société mathématique du Canada.

## Publications
- avec Johann Leida, Yongbin Ruan: Orbifolds and stringy topology. Cambridge University Press 2007
- avec R. J. Milgram: Cohomology of Finite Groups. Springer, Grundlehren der mathematischen Wissenschaften, 1994, 2004